# Дощові ліси Західної Яви
Дощові ліси Західної Яви (ідентифікатор WWF: IM0168) — індомалайський екорегіон тропічних та субтропічних вологих широколистяних лісів, розташований на Яві.

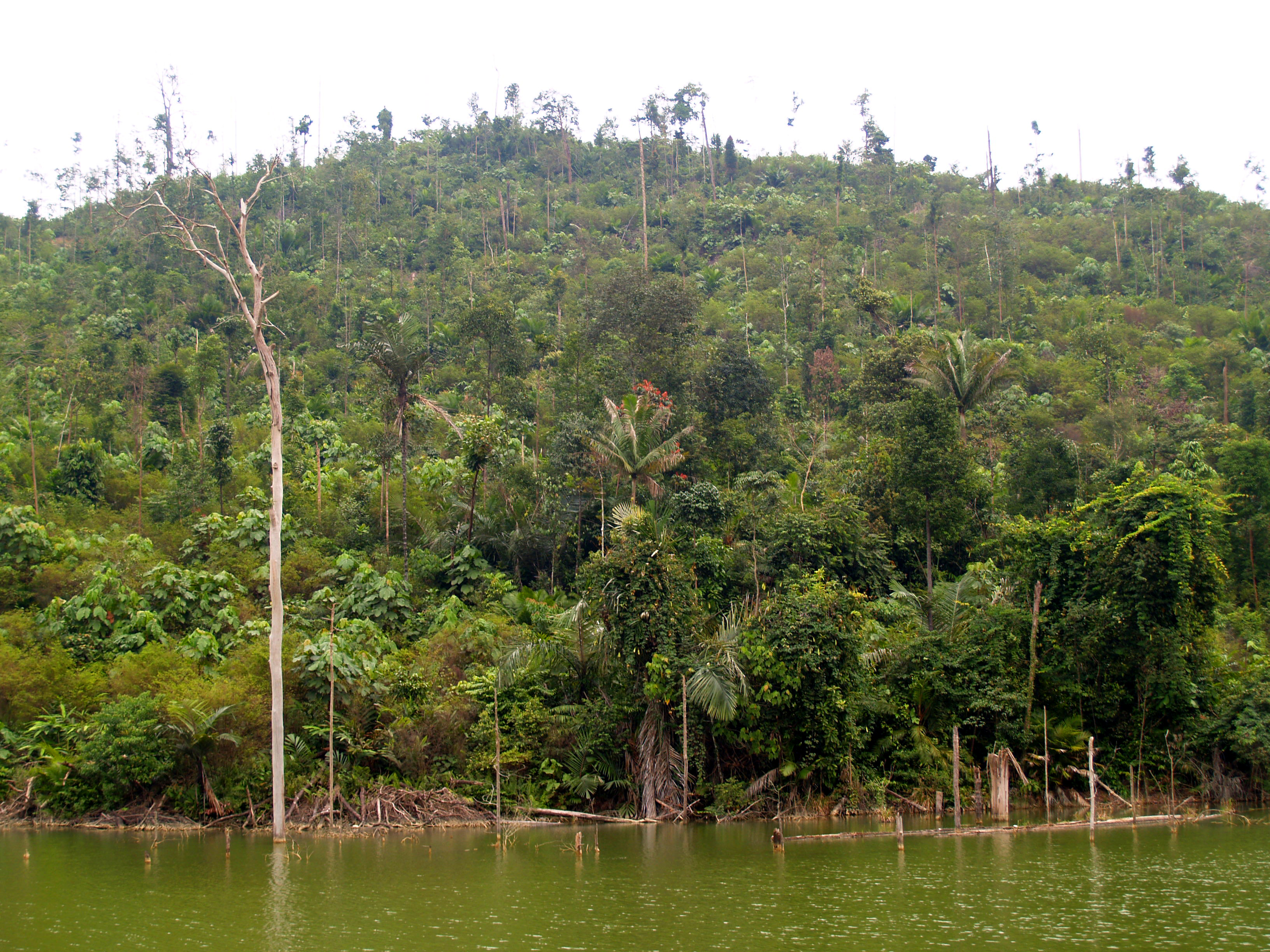
Дощовий ліс на заході Яви

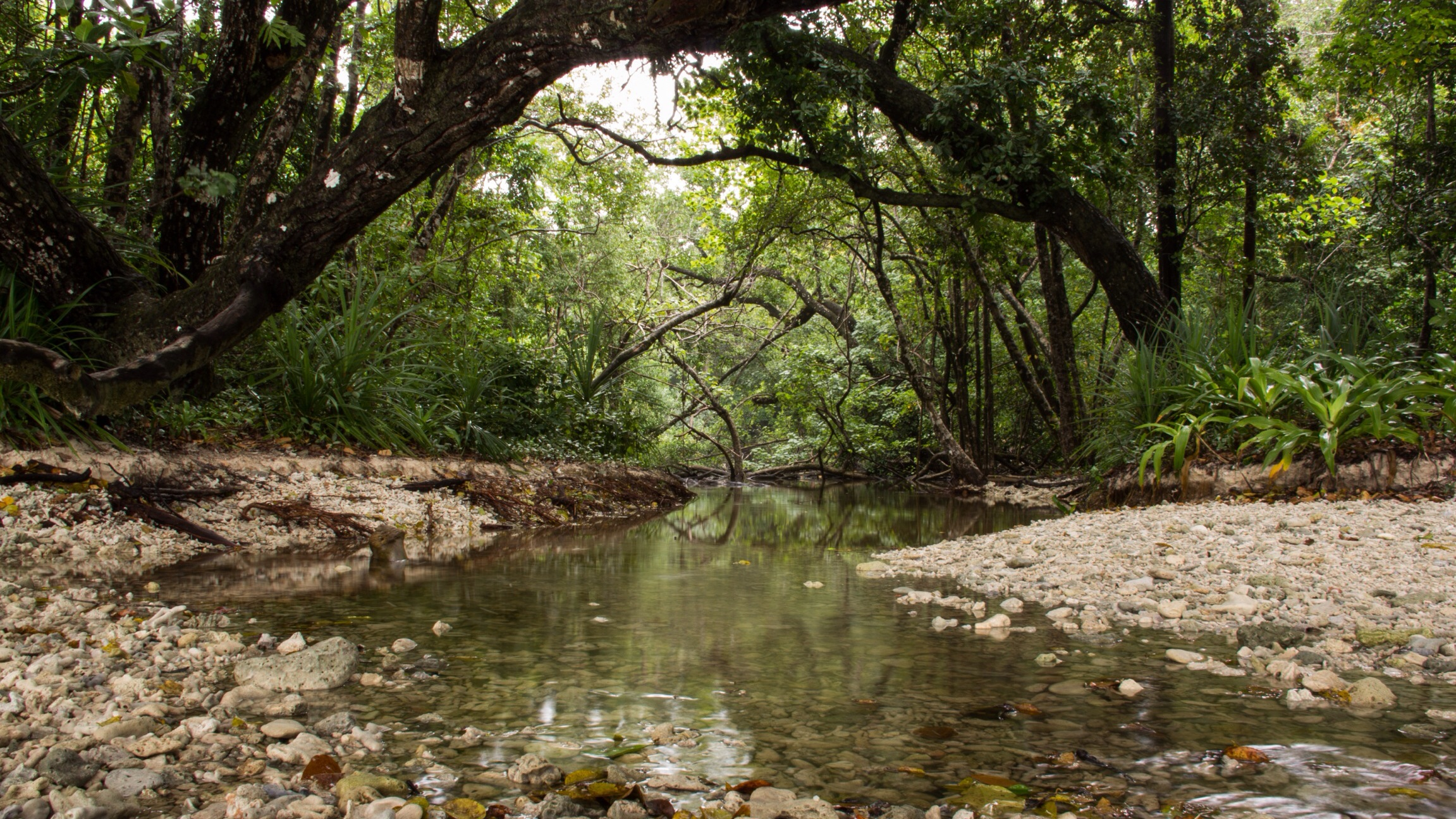
Ландшафт Національного парку Уджунг-Кулон

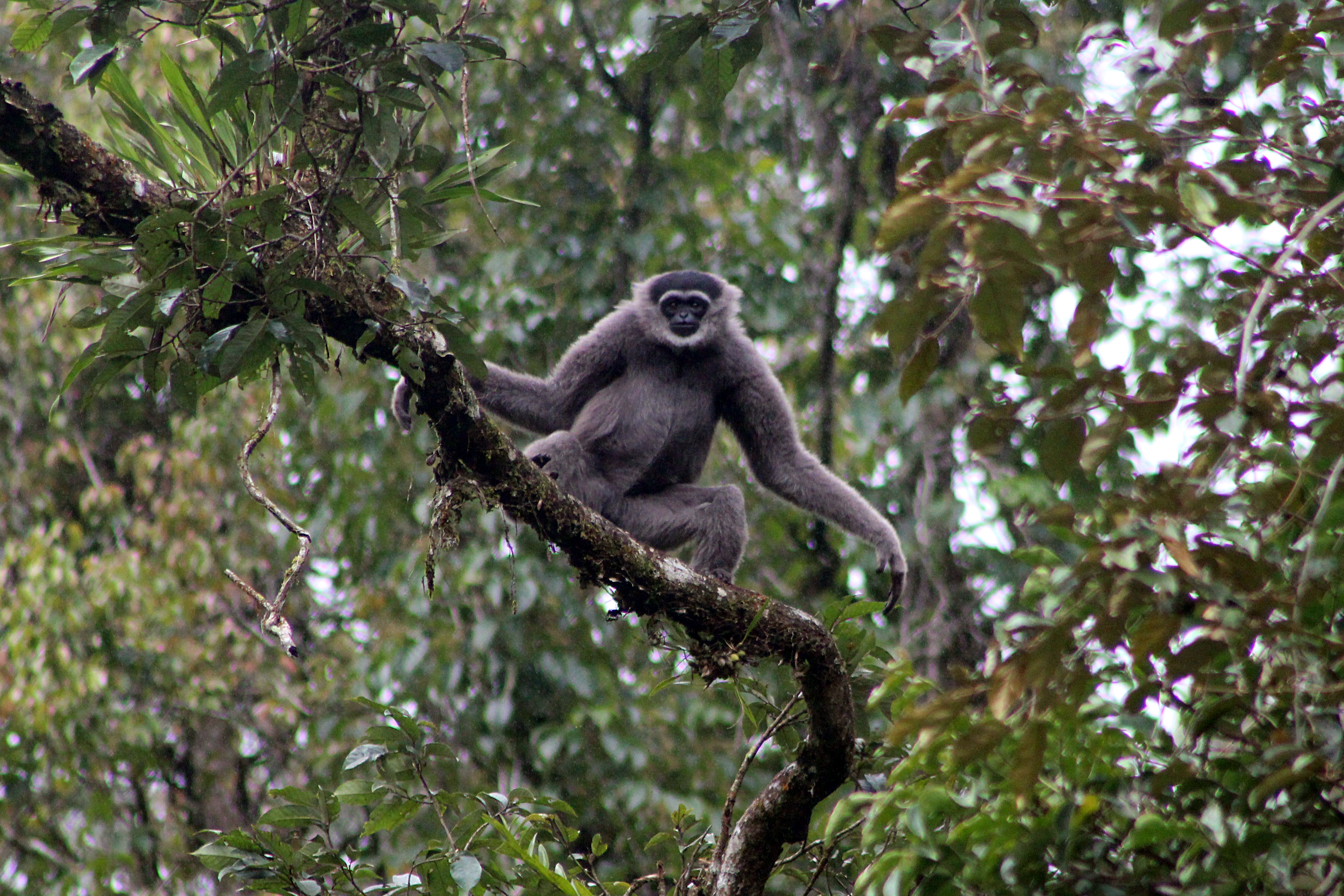
Cріблястий гібон (Hylobates moloch)

## Географія
Екорегіон дощових лісів Західної Яви охоплює низовини, що лежать у західній частині індонезійського острова Ява в групі Великих Зондських островів. В горах Західної Яви, на висоті понад 1000 м над рівнем моря, екорегіон переходить у гірські дощові ліси Західної Яви, а на сході острова — у дощові ліси Східної Яви та Балі.
Вулканічний острів Ява утворився понад 26 мільйонів років тому внаслідок субдукції Індо-Австралійської плити під Зондську плиту. З геологічної точки зору основу острова складають третинні та четвертинні вулканічні породи, алювіальні відклади та підняті коралові вапняки. Вулканічна активність на острові триває. Через весь острів із заходу на схід простягається гірський хребет, який включає 112 вулканів, з яких 35 є діючими. Вулкани Яви є одними з найактивніших у світі.
В часи останнього льодовикового періоду, коли рівень Світового океану був більш ніж на 100 м нижчим, ніж зараз, Малайський півострів та острови Суматра, Калімантан і Ява утворили єдиний великий масив суходолу, відомий як Сунда. Це дозволяло рослинам, тваринам і людям вільно мігрувати між материковою Південно-Східною Азією та сучасною Явою. Після завершення льодовикового періоду рівень моря піднявся, і Ява була відділена Зондською протокою від Суматри та Яванським морем від Калімантану. Однак флора і фауна цих островів досі мають велику подібність, через що їх об'єднують у один біогеографічний регіон — Малезію.

## Клімат
В межах екорегіону переважає екваторіальний клімат (Af за класифікацією кліматів Кеппена) або мусонний клімат (Am за класифікацією Кеппена). Середня температура тут становить 29 °C, а відносна вологість повітря — близько 75 %. Середньорічна кількість опадів коливається переважно від 2100 до 4000 мм. Сезонність опадів зростає із заходу на схід. З жовтня по квітень в регіоні триває сезон дощів, а з травня по вересень — сухий сезон.

## Флора
Основними лісовими угрупованнями екорегіону є вологі вічнозелені дощові ліси та напіввічнозелені дощові ліси, а також вологі і сухі листяні ліси, поширені уздовж північного узбережжя. Розподіл цих угруповань здебільшого пов'язаний із сезонністю опадів. Крім того, в екорегіоні зустрічаються невеликі ділянки азональних вапнякових лісів та прісноводних заболочених лісів.
У лісах Яви не домінують представники жодної родини дерев, як у випадку діптерокарпових (Dipterocarpaceae) у лісах Суматри та Калімантану. Найбільш поширеними деревами у вічнозелених дощових лісах Яви є гнучкі хлібні дерева (Artocarpus elasticus) з родини Шовковицеві (Moraceae), жовті махагоні (Epicharis parasitica) і звичайні лангсати (Lansium domesticum) з родини Мелієві (Meliaceae) та міцні планшонії (Planchonia valida) з родини Лецитисові (Lecythidaceae), а у напіввічнозелених дощових лісах — зубчасті кляйнговії (Kleinhovia hospita), різнолисті птероспермуми (Pterospermum diversifolium) і дерева баюр (Pterospermum acerifolium) з родини Мальвові (Malvaceae) та пишноцвіті гаруги (Garuga floribunda) з родини Бурзерові (Burseraceae). Вічнозелені дощові ліси поширені в районах, де сезонність опадів слабо виражена, а напіввічнозелені дощові ліси — у районах, де сухий сезон триває 2-4 місяці.
Листяні ліси Яви, як правило, менш густі, ніж дощові ліси, а дерева у них рідко перевищують 25 м заввишки. Деякі з них скидають листя під час сухого сезону. Характерними представниками цих лісів є пальмірові пальми (Borassus flabellifer) та капустяні пальми (Corypha utan), які є індикаторами сезонності клімату. У вологих листяних лісах середньорічна кількість опадів коливається від 1500 до 4000 мм, а сухий сезон триває від 4 до 6 місяців. У сухих листяних лісах за рік випадає менше 1500 мм опадів, а сухий сезон триває більше 6 місяців.
Вапнякові ліси ростуть на неглибоких ґрунтах серед вапнякових відслонень. Ендеміків у цих лісах зустрічається мало, але оскільки вони зазвичай ростуть на стрімких схилах, це впливає на характер їхнього росту.
Ділянки прісноводних заболочених лісів, які зустрічаються в заплавах річок по всьому екорегіону, відносно бідні за кількістю видів, порівняно з дощовими лісами. Більшість з них були знищені та перетворені на рисові поля та інші сільськогосподарські угіддя. Найбільша збережена ділянка заболочених лісів Яви збереглася в заповіднику Рава-Данау в провінції Бантен на заході острова. Тут зустрічається багато дерев, які майже вимерли у інших частинах Яви, зокрема великорогі елеокарпуси (Elaeocarpus macrocerus), сіамські бальсові дерева (Alstonia spatulata), гедейське манго (Mangifera gedebe) та односторінні тичинкохвости (Stemonurus secundiflorus). Серед інших рідкісних рослин, що зустрічаються у цій місцевості, слід відзначити звичайний розгалужений очерет (Machaerina rubiginosa), велетенське болотяне таро (Cyrtosperma merkusii), а також такі плаваючі водні рослини, як сумнівний жабурник (Hydrocharis dubia) та звичайні водяні горіхи (Trapa natans).
Загалом ліси Західної Яви вирізняються більшим біорізноманіттям, ніж ліси східної частини острова, хоча й меншим, ніж ліси Суматри або Калімантану. Тут зустрічається більш ніж 3800 видів рослин, зокрема два ендемічні види паразитичних рафлезій (Rafflesia spp.) — Rafflesia rochussenii та Rafflesia patma.

## Фауна
В лісах Західної Яви мешкають більше 100 видів ссавців, зокрема надзвичайно рідкісні яванські носороги (Rhinoceros sondaicus), найбільші ссавці острова. Колись ці тварини зустрічалися по всій Південно-Східній Азії, однак наразі остання популяція цих тварин мешкає у Національному парку Уджунг-Кулон на однойменному півострові, розташованому на крайньому заході Яви. Станом на 2018 рік у природі залишилося лише близько 68 яванських носорогів, а сам вид перебуває на межі зникнення. Окрім носорогів, у Національному парку Уджунг-Кулон та в інших заповідниках Західної Яви, мешкають бантенги (Bos javanicus), індійські мунтжаки (Muntiacus muntjak), смугасті свині (Sus scrofa vittatus), а також майже ендемічні яванські свині (Sus verrucosus), яванські замбари (Rusa timorensis) та яванські оленьки (Tragulus javanicus), найменші копитні світу. Серед поширених в екорегіоні хижаків слід відзначити дуже рідкісних яванських леопардів (Panthera pardus melas), популяція яких нараховує близько 300 особин, а також яванських котів (Prionailurus javanensis), гірських куонів (Cuon alpinus), азійських мусангів (Paradoxurus hermaphroditus), бінтуронгів (Arctictis binturong), яванських мангустів (Urva javanica) та майже ендемічних яванських харсунів (Melogale orientalis). В мангрових заростях на крайньому північному заході Яви живуть рідкісні коти-рибалки (Prionailurus viverrinus), а у річках — гладкошерсті видри (Lutrogale perspicillata) та азійські видри (Aonyx cinereus). Яванські тигри (Panthera tigris sondaica), найбільші хижаки Яви, вважаються вимерлими, однак деякі свідчення вказують на те, що ці тварини могли зберегтися у віддалених районах острова.
Серед поширених в лісах екорегіону мавп слід відзначити майже ендемічних сріблястих гібонів (Hylobates moloch), яванських лутунгів (Trachypithecus auratus), яванських сурілі (Presbytis comata) та яванських лорі (Nycticebus javanicus), а також ендемічних західних чубатих лутунгів (Trachypithecus mauritius) та широко поширених макак-крабоїдів (Macaca fascicularis). Серед дрібних ссавців, поширених в екорегіоні, слід відзначити чорних велетенських білок (Ratufa bicolor), чорносмугих білок (Callosciurus nigrovittatus), трисмугих земляних білок (Lariscus insignis), плямистих велетенських летяг (Petaurista elegans), яванських політух (Iomys horsfieldii), зондських їжатців (Hystrix javanica), яванських панголінів (Manis javanica), малайських шерстокрилів (Galeopterus variegatus), яванських тупай (Tupaia javanica), зондських білозубок (Crocidura monticola) та короткохвостих гімнур (Hylomys suillus), а також майже ендемічних сірощоких політух (Hylopetes sagitta), рудих мавпощурів (Pithecheir melanurus) і яванських підковиків (Rhinolophus canuti) та ендемічних листоносів Сонерсена (Hipposideros sorenseni) і яванських отомопсів (Otomops formosus).
Орнітофауна екорегіону нараховує понад 350 видів птахів, серед яких слід відзначити синьокрилих павичів (Pavo muticus), зелених курок (Gallus varius), яванських горлиць (Macropygia ruficeps), великих гомраїв (Buceros rhinoceros),  малабарських птахів-носорогів (Anthracoceros albirostris), рожевоволих папуг (Psittacula alexandri), яванських корнудо (Batrachostomus javensis), яванських яструбів (Accipiter virgatus), яванських марабу (Leptoptilos javanicus), яванських чапель  (Ardeola speciosa), яванських бакланів (Microcarbo niger), яванських пісочників (Charadrius javanicus), яванських малког (Phaenicophaeus curvirostris), яванських саланган (Aerodramus salangana), смугастокрилих дятлів-коротунів (Meiglyptes tristis), рудогорлих бюльбюлів (Rubigula dispar), смугастокрилих приній (Prinia familiaris), синьокрилих зеленчиків (Chloropsis cochinchinensis) та яванських фірлюків (Mirafra javanica).
Майже ендемічними представниками екорегіону, які також зустрічаються на решті Яви та на деяких сусідніх островах, є яванські куріпки (Arborophila javanica), зеленкуваті салангани (Collocalia linchi), яванські коукали (Centropus nigrorufus), індонезійські горлиці (Macropygia emiliana), яванські вінаго (Treron griseicauda), яванські орли-чубані (Nisaetus bartelsi), яванські сичики-горобці (Glaucidium castanopterum), яванські альціони (Halcyon cyanoventris), лазурові рибалочки (Alcedo coerulescens), смугастоволі рибалочки (Alcedo euryzona), яванські бородастики (Psilopogon javensis), вогнистолобі бородастики (Psilopogon armillaris), мінливобарвні бородастики (Psilopogon australis), жовтогорлі кориліси (Loriculus pusillus), синьохвості піти (Hydrornis guajanus), яванські шикачики (Coracina javensis), острівні циси (Cissa thalassina), сірощокі бюльбюлі-бородані (Alophoixus bres), яванські кравчики (Orthotomus sepium), жовті окулярники (Zosterops flavus), яванські окулярники (Zosterops melanurus), сірощокі синчівки (Mixornis flavicollis), чорносмугі тимелії-темнодзьоби (Cyanoderma melanothorax), білогруді тимелії-темнодзьоби (Stachyris grammiceps), біловолі тимелії-темнодзьоби (Stachyris thoracica), каштанові тимелії-криводзьоби (Pomatorhinus montanus), білоброві баблери (Pellorneum capistratum), яванські майни (Acridotheres javanicus), гірські нільтави (Cyornis banyumas), білочереві сіпараї (Aethopyga mystacalis), яванські рисівки (Padda oryzivora), яванські мунії (Lonchura leucogastroides) та балійські мунії (Lonchura ferruginosa). Раніше на північному узбережжі Західної Яви мешкали майже ендемічні яванські чайки (Vanellus macropterus), однак наразі вони вважаються вимерлими.

## Збереження
Ява є одним з найбільш густонаселених островів світу: станом на 2023 рік тут проживало більше 156 мільйонів людей. В екорегіоні розташовано багато великих міст, зокрема столиця Індонезії Джакарта, у якій живуть понад 11 мільйонів людей, а також міста-мільйонники Бекасі, Бандунг, Депок та Тангеранг. Не дивно, що природної рослинності в екорегіоні залишилося дуже мало — лише близько 5 %. Антропогенні пожежі в регіоні є звичним явищем. Спалювання лісів. яке практикувалося протягом століть, призвело до появи моновидових насаджень тикових дерев (Tectona grandis) та інших вогнестійких видів. Основною загрозою для збереження залишків природи регіону є подальше знищення лісів, а також браконьєрство та вилов птахів.
Оцінка 2017 року показала, що 802 км², або 2 % екорегіону, є заповідними територіями. Природоохоронні території включають: Національний парк гори Чареме, Національний парк гір Халімун та Салак, Національний парк Уджунг-Кулон та Природний заповідник Рава-Данау. У 1991 році Національний парк Уджунг-Кулон був внесений до списку Світової спадщини ЮНЕСКО.